# Le Chaînon manquant
Pour les articles homonymes, voir Chaînon manquant.
Pour plus de détails, voir Fiche technique et Distribution.
Le Chaînon manquant est un long métrage d'animation franco-belge réalisé par Picha sorti en 1980.

## Synopsis
Au début de la préhistoire, la femme d'un chef de tribu donne naissance à deux jumeaux. L'un d'eux, Ah, barbu et sale, est adopté sans difficulté par ses congénères, tandis que l'autre, Oh, rose et imberbe, est rejeté par les siens auxquels il ne ressemble guère.
Banni de sa tribu, Oh est adopté par Igua, un brontosaure lui aussi rejeté par les siens. Leur duo est bientôt rejoint par Croak, un ptérodactyle bavard et blasé, qui devient lui aussi le protecteur du bébé. 
Devenu adulte, Oh prend conscience qu'il doit partir à la recherche des siens. Son périple à travers le monde préhistorique est jalonné de rencontres insolites avec d'étranges créatures, pacifiques, stupides ou belliqueuses. À chaque rencontre, Oh sort grandi de son aventure : il invente le feu, la roue, découvre les sentiments, l'amour. Bien qu'aimable et prêt à aider ceux que le hasard met sur sa route, sa curiosité est parfois la source de catastrophes, dont la plus grave sera l'apprentissage de ses connaissances aux êtres de sa tribu... qui les utiliseront à des fins guerrières et déclencheront une extinction de masse des espèces de cette ère.

## Fiche technique
- Titre français : Le Chaînon manquant
- Titre original : The Missing Link
- Réalisation : Picha
- Scénario : Picha, Tony Hendra, Jean Collette et Christian Dura (d'après une histoire de Jean Collette, Pierre Bartier et Picha)
- Vérification: Paul Coudsi
- Photographie : Michel Bertiaux, Jacques Capo, Serge Conchonnet, Michel Gantier, Guy Jacques, Luc Jelodin et Luc Moreux
- Montage : Claude Cohen
- Mixage : Doug Turner, Lucien Yvonnet et Bob Jones (à Delta Sound Services et ÉCLAIR Epinay)
- Musique : Roy Budd
  - Chansons : Leo Sayer, Alex Master, Les Davidson et Billy Livsey
- Production : Picha, Michel Gast et Jenny Gérard
- Création des personnages : Picha
- Storyboardiste : Picha
- Premiers animateurs : Børge Ring, Vivian Miessen, José Abel, Patrick Cohen, Claude Monfort, Jan Sanctorum, Arthur Butten, Bob Maxfield et Marcel Colbrant
  - Seconds animateurs : Lieve De Valck, Manabu Naito, Marc Eoche Duval et Elaine Despins
- Décorateurs : Jean Lemense, Claude Lambert et Jean-Jacques Maquaire
- Sociétés de production : Pils Film (Belgique) et SND (France)
- Distribution : SND Oceanic (France), Elan Films (Belgique), Monopole-Pathé Films (Suisse romande), Vivafilm (Québec)
- Pays d'origine : Belgique, France
- Langue : Anglais. français
- Format : Couleurs - 35 mm
- Genre : Animation, comédie
- Durée : 85 minutes
- Date de sortie :
  - France : 21 mai 1980
  - Belgique : 1980 (Anvers)[1]
  - Suiss romande : 7 août 1980[2]
  - Québec : 19 décembre 1980[3]
- Public : film tous publics

## Distribution

### Voix anglaises originales
Direction artistique et adaptation : Tony Hendra
- Mark E. Smith : Le narrateur
- Ron Venable : Oh
- John Graham : Igua et voix additionnelles
- Bob Kaliban : Croak, un gros-con et voix additionnelles
- Christopher Guest : Un gros-con
- Clark Warren : Un gros-con
- Bill Murray : Le dragon

### Voix françaises
Direction artistique : Michel Gast
Dialogues : Christian Dura
Studio : Société nouvelle de doublage (SND)
- Jacques Dacqmine : Le narrateur
- Richard Darbois : Oh
- Georges Aminel : Igua, Gros-con nº1 et voix additionnelles
- Roger Carel : Croak, Gros-con nº4, divers bruitages d'animaux et voix additionnelles
- Jacques Ferrière : Gros-con nº2
- William Sabatier : Gros-con nº3 et voix additionnelles
- Philippe Nicaud : Le dragon et voix additionnelles
- Arlette Thomas : Divers bruitages d'animaux
- Monique Thierry : Eve
- Marc de Georgi : Le ptérodactyle qui percute Croak

## À noter
- Le remarquable succès de Tarzoon, la honte de la jungle encouragea Picha à s'attaquer à un autre mythe, celui de Darwin. Plus ambitieux que le précédent, ce cartoon nécessita quatre ans de travail, d'abord en Belgique, puis à New York, en France et à Londres. Oh, le héros, est présenté comme le mystérieux chaînon manquant entre la bête et l'Homo sapiens, selon la théorie de l'évolution ici tournée en dérision.
- Malgré d'indéniables améliorations, cette parodie n'eut pas le même impact international.

## Distinctions
- le film a été présenté en compétition officielle au Festival de Cannes 1980.